# Юшково (Нікольський район)
Ю́шково (рос. Юшково) — присілок у складі Нікольського району Вологодської області, Росія. Входить до складу Нікольського сільського поселення.

## Населення
Населення — 138 осіб (2010; 194 у 2002).
Національний склад (станом на 2002 рік):
- росіяни — 100 %